# Smješko
Smješko (eng. smiley)  pojednostavljeni je likovni i grafički prikaz ljudskog lica, kojim se izražavaju osjećaji. Simbolizira osmijeh.

## Povijest
Američki likovni umjetnik i tadašnji vlasnik reklamne agencije Harvey Ball, osmislio je smješka (na slici) 1963. prilikom spajanja osiguravajuće tvrtke s manjim osiguravajućim društvom, da bi se oraspoložili zaposlenici uzrujani ovim udruživanjem.
Smješko je i tipografski znak koji predstavlja i ostale ljudske emocije. Izrađuje se od dvotočja, crtice i zagrade.  Postoje i ostale verzije s drugim znakovima. 
Najstarija zabilježena upotreba smješka ili smajlija bila je 1881. u američkom satiričnom magazinu Puck. To su bili grafički znakovi složeni od rečeničnih znakova kojim se izražavaju smijeh, iznenađenje, razočaranje, ljutnja i slično. U tom časopisu on je iznesen kao šaljiva dosjetka, ne kao utvrđen sustav.
Francuski novinar Franklin Loufrani, 1971.  smješkom je označavao dobre vijesti u novinama. Iste godine žutog nasmijanog smješka je zaštitio kao marku, i popularizirao ga u širokoj primjeni na raznim uporabnim predmetima.
Jednostavni znakovi ili simboli koji izražavaju osjećaje i psihička stanja, koriste se u pismenoj komunikaciji, kada se na jednostavan i lako razumljiv način žele prenijeti osjećaji. Smješko pomaže u izražavanju tona glasa i izraza lica, što u komunikaciji pismom nije moguće. Smajliji su osobito popularni u komunikaciji putem interneta, gdje se najviše i koriste.

## Grafički znakovi za emocije
Znakovi za izražavanje emocija i raspoloženja bili su poznati i prije. No,  prepoznatljive znakove složene od rečeničnih znakova koji izražavaju osjećaje, tek je 19. rujna 1982. Scott Fahlman, američki bazični znanstvenik informatike, na sveučilišnom preteči današnjih mrežnih foruma, predložio za redovnu upotrebu. Predložio je to na sveučilištu Carnegie Mellon u Pittsburghu, nakon čega su se ovi znakovi počeli učestalo koristiti.